# Théâtre Edwige-Feuillère
 (février 2024).
Le Théâtre Edwige Feuillère est le principal théâtre de la ville de Vesoul, dans la Haute-Saône. Il possède une salle équipée de plus de 700 fauteuils et une scène de 140 m2, l'une des plus grandes de l'Est de la France. Le théâtre a été inauguré le 3 janvier 1983 par Edwige Feuillère, célèbre actrice de cinéma et de théâtre née à Vesoul.
Labellisé « scène conventionnée » et dirigé par une association, le théâtre accueille chaque année environ 100 représentations d'artistes de notoriété nationale et reçoit plus de 30 000 spectateurs.

## Localisation
Le théâtre Edwige Feuillère est localisé à Vesoul, préfecture de la Haute-Saône en région Franche-Comté. Il est situé place Pierre-Rénet. Le bâtiment se trouve à quelques centaines de mètres au sud du centre-ville.

## Histoire

### Les anciens théâtres de Vesoul
Jadis, le thêatre municipal était situé dans la chapelle de l'ancien couvent des Ursulines : les travaux d’aménagement ont débuté en 1816, pour se terminer en 1817,.

### Le théâtre Edwige-Feuillère
L'établissement a été créé en 1977 et se nommait « Maison des Arts et des Loisirs ». Le 3 janvier 1983, il est modifié et inauguré avec pour nom théâtre Edwige-Feuillère, en hommage à l'actrice de cinéma Edwige Feuillère, née à Vesoul et qui a notamment remporté un César d'honneur en 1984 ainsi que le Molière de la comédienne en 1993. En 2003, Isabelle Sosolic devient directrice de l'établissement.
En 2006, le bâtiment est considérablement transformé : la façade extérieure du théâtre est rénovée et l'intérieur du bâtiment est réaménagé, soit environ 1 700 m2. Le coût total des travaux s'élève à 1 500 000 €. Remaniée sur les plans de l'architecte Pierre Faure, la façade avant est reconstituée avec des baies vitrées bleues. À l'intérieur de l'édifice, la scène et les gradins ont été rénovés. En novembre 2007, le théâtre Edwige-Feuillère dédie une exposition de photos à Edwige Feuillère, en commémoration des dix ans de sa disparition.
En 2009, Charlotte Nessi prend la direction du théâtre Edwige-Feuillère.
En 2012, le Ministère de la Culture classe le théâtre en scène conventionnée Voix d’enfants/espace scénique, ce qui fait d'elle la première salle de spectacle en France à acquérir cette distinction,.
En 2024, Pierre Beffeyte devient directeur du Théâtre remplaçant Charlotte Nessi après quatorze ans de mandat.
Aujourd'hui, le théâtre Edwige-Feuillère est l'une des principales salles de spectacles de la région. Il est doté d'une scène de 350 m2, l'une des plus grandes de l'Est de la France. Le théâtre possède également plus de 700 fauteuils avec un balcon à vue panoramique.

## Représentations et événements

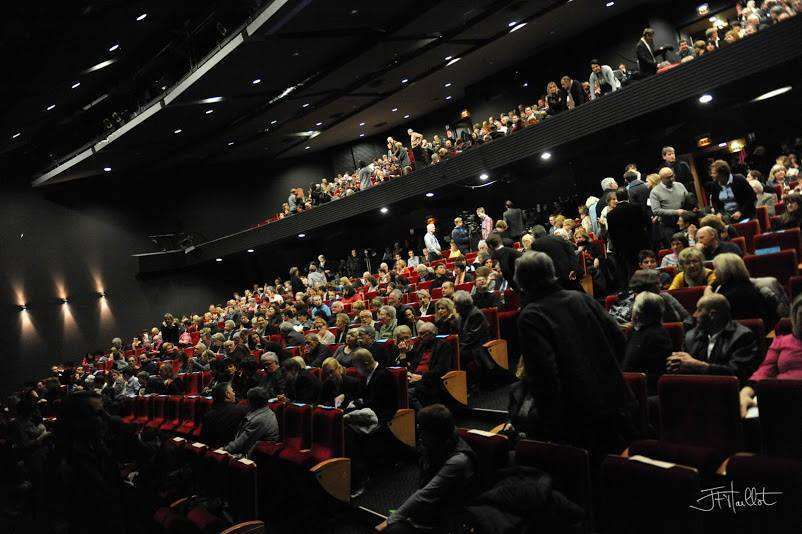
La salle du théâtre lors d'un spectacle.

Le théâtre Edwige-Feuillère accueille des artistes tels que le rappeur Oxmo Puccino, l'actrice Jane Birkin, le clarinettiste Yom, l'accordéoniste Richard Galliano ou encore le chanteur Piers Faccini. Parmi les types d'artistes qui se produisent au théâtre, la majorité sont des acteurs, des danseurs et des musiciens[source insuffisante].
Le théâtre accueille également plusieurs événements culturels notables dont le Festival Jacques Brel, concours annuel de musique durant 2 semaines et créé en 2000, afin de faire acquérir de la notoriété à de jeunes artistes, jugés par des professionnels lors de leurs prestations[source insuffisante],[source insuffisante].

## Liste des directeurs
- 2003 - 2009 : Isabelle Sosolic[9]
- 2009 - 2024 : Charlotte Nessi[9]
- Depuis 2024 : Pierre Beffeyte[10]